# Tystnaden (roman)
Tystnaden (japanska: 沈黙 Chinmoku) är en roman från 1966 av den japanske författaren Shusaku Endo. Den utspelar sig på 1600-talet och handlar om en portugisisk jesuit som besöker Japan, där de kristna har tvingats bli "dolda kristna", kakure kirishitan. Huvudpersonen bygger löst på den verklige missionären Giuseppe Chiara (1602–1685). Boken tilldelades Tanizakipriset.
Den gavs ut på svenska 1971 med titeln Tystnad i en översättning från engelska. År 2016 kom en översättning direkt från japanska, utförd av Eiko och Yukiko Duke, med förord av Martin Scorsese.
Romanen är förlaga till tre filmer: den japanska Chinmoku från 1971 i regi av Masahiro Shinoda, den mycket fristående portugisiska Os Olhos da Ásia från 1996 av João Mário Grilo, samt Scorseses amerikanska Silence från 2016.